# ぶぅ
ぶぅは、岐阜県関市で発行されるフリーマガジンぶうめらんのマスコットキャラクターであり、関市の非公式キャラクター。

## 概要
2007年6月に創刊したぶうめらんのキャラクターとして誕生した。頭部の緑色の部分は、関市の形状であるV字をモチーフにしており、アンテナとして関市内の情報をキャッチしている。
関市の非公式キャラクターを自称しているが、公式キャラクターである関＊はもみんよりも誕生が早い。最近はイベントなどでの共演も多い。
2012年には長良川鉄道の公式応援団長に就任した。月に1回週末に長良川鉄道に乗車している。

## プロフィール
- 性別 - 男
- 好きなこと - 昼寝
- 言語 - 関弁

## エピソード
- 目は、円空仏をモチーフにしており、半眼である。よく寝ていると間違えられるが、寝ていない。しかし、目があまり開いておらず視界が悪いため、よく転ぶ。
- ぶぅは、関＊はもみんが「公式キャラクター」に就任した事を妬み、戦いを挑んだ事があるが、完敗した。